# Seznam južnokorejskih rokometašev
Seznam južnokorejskih rokometašev.

## C
- Choi Suk-Jae

## K
- Kang Jae-Won
- Kim Jae-Hwan
- Koh Suk-Chang

## L
- Lee Sang-Hyo
- Lim Jin-Suk

## N
- Noh Hyun-Suk

## O
- Oh Young-Ki

## P
- Park Do-Hun
- Park Young-Dae

## S
- Shim Jae-Hong
- Shin Young-Suk

## Y
- Yoon Kyung-shin
- Yoon Tae-Il